# Reichenbrunn

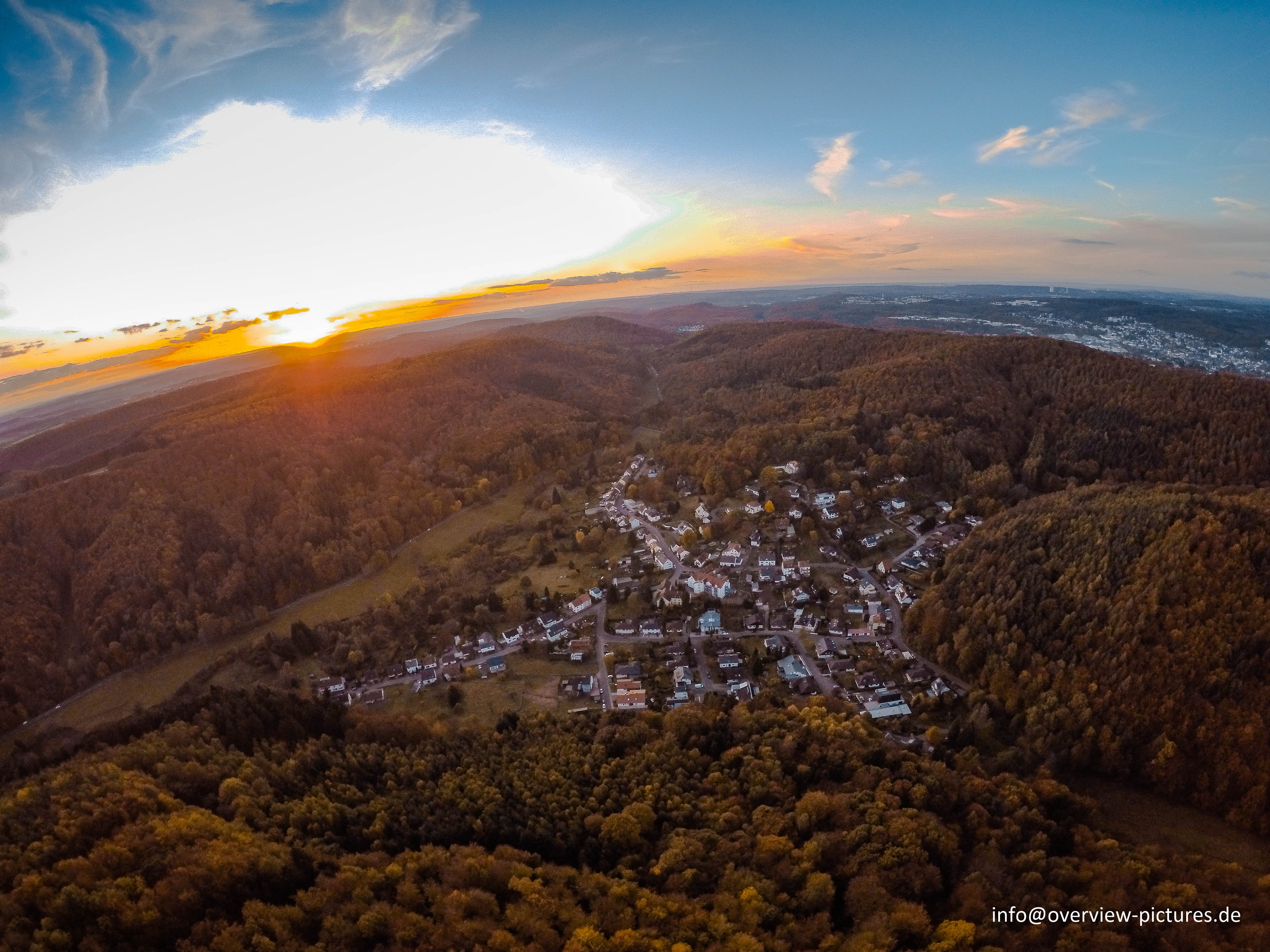
Luftaufnahme Reichenbrunn von Overview Pictures

Reichenbrunn ist ein Ortsteil des Stadtteils Oberwürzbach der Mittelstadt St. Ingbert im Saarland. Bei Reichenbrunn entspringt der Würzbach (11,89 km lang), der als rechtsseitiger Zufluss beim Blieskasteler Stadtteil Lautzkirchen in die Blies mündet.
Am 1. Juli 1936 wurde Reichenbrunn (zusammen mit Sengscheid) von Ensheim abgetrennt und an Oberwürzbach angegliedert. Als Ortsteil der ehemals selbstständigen Gemeinde Oberwürzbach wurde Reichenbrunn am 1. Februar 1974 im Rahmen der Gebiets- und Verwaltungsreform im Saarland in die Stadt Sankt Ingbert eingegliedert.
Bis zum 11. April 2011 stand in Reichenbrunn einer der ältesten Mammutbäume im Saarland, der wegen einer Krankheit gefällt wurde.